# Kelta mitológia

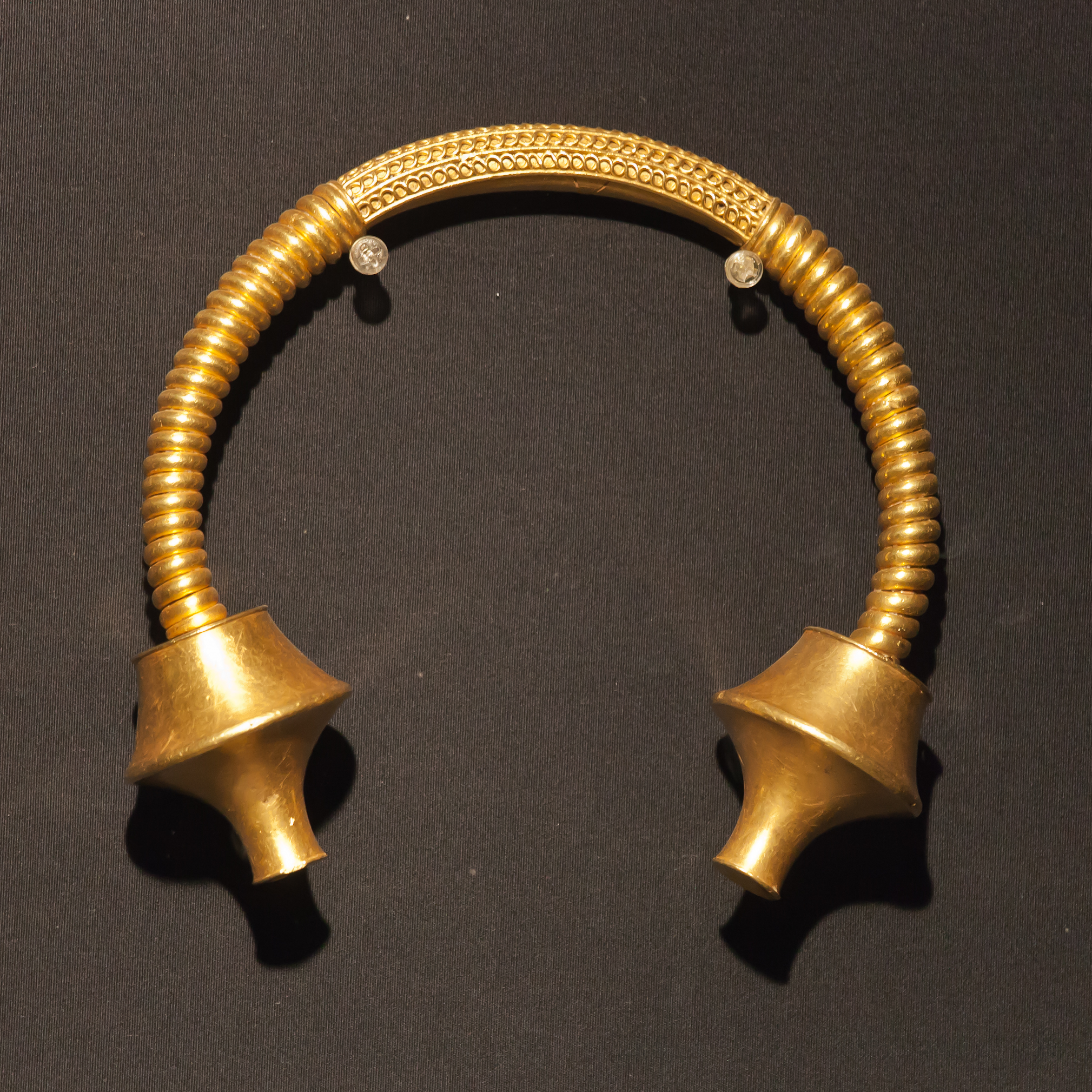
Torques, a kelta előkelők egyik legfontosabb ékszere az aranyból készült nyakperec volt

A kelta mitológia a vaskori kelták többistenhitű vallásából eredő mítoszok gyűjteménye. A vaskori Európa népeihez hasonlóan a kelta vallásban is több istent imádtak és ezekhez kapcsolódtak mítoszaik. Az ókori Rómával, a Római Birodalommal kapcsolatba kerülő kelta népek (gallok, ibérek) mitológiája nem maradt fenn a római hódítás, az elrómaisodás, majd a kereszténység felvétele után a pogány üldözés, valamint a kelta nyelv kihalása következtében. A kelta mitológia jelentős részét korabeli római, keresztény forrásokból ismerjük. A római fennhatóságon túli kelta népek (gaelek, piktek, britonok) ősi mitológiája fennmaradt, a mítoszok egy részét a középkorban le is jegyezték.

## Korai források
A legkorábbi írott források Galliára és Britannia romanizált keltáira vonatkoznak. Azonban ezek csak szemelvények, hiszen pl. a nyelv pusztulásával a szóban hagyományozódó gall irodalom teljes egészében elveszett.
A forrásoknak három típusa van: fogadalmi feliratok (a Római Birodalom területén), művészi ábrázolások, és klasszikus szerzők megfigyelései. Az első kettőt fenntartásokkal szabad kezelni, hisz mind az írott nyelv, mind a szobrászat erős görög-római befolyást mutat. 
A klasszikus szerzők hitelessége is kérdéses, hiszen többségük korábbi írásokból merít. Ezen kívül mindannyian a klasszikus név- és fogalomanyaggal dolgoznak, ami magában hordozza az általánosítás, a félreértelmezés lehetőségét. Bár e források alapvető hihetőségét is sokáig kétségbe vonták, ír források később számos merész állításukat is igazolták.
Az egykorú források közül kiemelendő Poszeidóniosz, akinek írásait követői (pl. Sztrabón) idézeteiből ismerjük, illetve Julius Caesar, aki Commentarii de bello Gallico (Feljegyzések a gall háborúról) című művében részletesen leírja a meghódított népek szokásait. 
Az ír hagyomány írásba foglalása a 6. században kezdődött, de 1100 előtt csak kézirattöredékek maradtak fenn. Ebben az időben keletkeztek az első nagy kéziratos gyűjtemények az ír múlt leírásával. Mégis perdöntőnek tűnnek ezek a hagyományok, lévén hogy az ír nyelv (és hagyomány) konzervatívabbnak tűnik a gallnál is. Ezekben maradtak fenn a kereszténység előtti mondavilág történetei (Ulster-ciklus, Ulaidh-ciklus és a fianákról, portyázó bandákról szóló ciklus). Ezeken kívül létezik egy pszeudo-történeti anyag is, a Leabhar Gabhála (Hódítások könyve), amely Írország történetét foglalja össze a vízözöntől kezdve, illetve a Dinnshenchas (A helyek története), amely írországi helységek nevét „magyarázza meg”.
Wales kéziratgyűjteményei (12. századtól) már nem őriznek olyan gazdag anyagot a korai időszakból, mint ír megfelelőik. Legkorábbi fennmaradt meséik (Culhwch, Olwen ill. Mabinogi négy ága) a 11. századból valók, és inkább korhű irodalmi művek, mint a hagyomány őrzői.

## A hagyomány őrzői
A kelta társadalom magas szintű szervezettségére jellemző, hogy a vallás és a műveltség ápolása egy hivatásos réteg feladata volt. Az ókori szerzők szerint három ilyen csoport létezett: a druidák, a bárdok, és egy, a kettő között elhelyezkedő, amelyet a gall vàtis (lat. vatis) szóval jelölnek. Ez a felosztás a források szerint általános volt Galatiától Írországig. 
Kezdetben a druidák (ír: druidh) álltak a ranglétra felső fokán. Papok voltak, ők irányították a szertartásokat, törvényeket hoztak és tartattak be, és gondoskodtak a druidák tanításáról. Hasonló társadalmi csoport voltak az indiai brahminok vagy a római pontifexek. Nem volt bizalmuk az írott szóval szemben, ezért tudásukat fejben tartották. Beszámolók szerint voltak druidák, akik 20 éven át folytatták tanulmányaikat. Caesar megemlíti, hogy évenként gyűlést tartottak a Carnutes törzs földjén, Gallia szimbolikus középpontjában.
A druidákról ma közismert, az erdők mélyén teljes titokban varázsló, emberfeletti dolgokra képes mágus képét a romantika irodalma hozta létre, ma pedig a filmipar és a televíziók ezt tartják életben.
A vatis (ír: fili) szerepéről eltérnek az elméletek, egyesek szerint nem voltak külön csoport, hanem a druidákon belüli alárendelt réteg. Szerepük is sok átfedést mutat a druidákéval, bár kifejezetten őket tartották a jövőbelátás mestereinek. Írországban a kereszténység hittérítői a druidákat tartották legfőbb ellenségeiknek, így azok szerepét fokozatosan a filik vették át: látnokok voltak, uralkodók tanácsadói, szerződések tanúi. Szerepüket részben a bárdok rovására is kiterjesztették. Ez a 17. századig élt, amikor az angol kormányzat végképp eltörölte a régi rendet.
A filik tanulmányi ideje hét év volt. A druidákhoz hasonlóan később vezetőt választottak maguk közül. Évenkénti gyűlésük Uisnechben zajlott, amelyhez hagyományaik ezer szállal kötődtek, és amelyet Írország szimbolikus középpontjának tartottak.
Az előző kettővel ellentétben a bárdok (ír, walesi: baird) osztálya inkább az irodalommal foglalkozott. Írországban fokozatosan vesztett szerepéből, Walesben azonban a baird méltósága megnövekedett, és végül az ír filiknek megfelelő társadalmi szerepet töltöttek be.

## Sokszínűsége
A kelta hagyomány összefüggéstelensége sokak szerint decentralizált társadalmi rendszerük következménye. A kelta mitológia nem alkotott egységes rendszert, inkább közös örökség felismerhető nyomainak nevezhetnénk. A szigetek keltáinak hagyománya évezredekkel korábban elvált a kontinentális keltákétól, ezért rengeteg eltérést találunk köztük. A kelták ezenkívül a jelek szerint elsajátították a meghódított területek őslakosainak vallási elképzeléseit, majd a római kultúrát is. A kulturális összetartozás tudata a művelt rétegekben élt tovább, és valóban úgy tűnik, hogy a kelták egységének kulcsát nem antropológiai, hanem kulturális szinten kell keresnünk. A nyelv és a kultúra, valamint egyes intézmények (pl. a druidák) léte lehetett az összekötő kapocs. Ezt igazolja a tény, hogy a középkori, politikai viszályokkal és bizonytalansággal teli Írországban a filik döbbenetes kulturális egységet őriztek meg. Emiatt az alapvető homogenitás miatt beszélhetünk mégis egységes kelta kultúráról.

## Kelta ünnepek

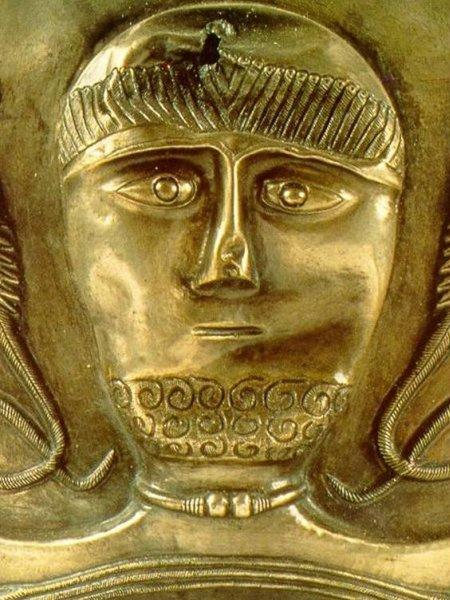
A gundestrupi lelet díszítménye

- Samhain - a kelta újév (október 31.)
- Jul, - a Napisten újjászületése (december 22.)
- Imbolc - a növekvő fény, megtisztulás ünnepe , a tél vége, a tavasz jövetele, „félidőben” található a kelta újévet jelentő samhain és a nyár kezdetét jelző beltaine között.(február 2.)
- Ostara - az ébredő természet, a tavasz, a fák és a tavaszi napéjegyenlőség ünnepe. (március 21.)
- Beltane - virágba borulás, lombok, szerelem ünnepe (május 1.)
- Litha - a Napisten és Földanya nászünnepe (június 21.)
- Lughnasad - az aratás ünnepe (augusztus 1.)
- Mabon - betakarítás, szüret (szeptember 21.)[forrás?]

## A mitológia ír források alapján
A kelták hite szerint az istenségek mindenütt jelen vannak: a fákban, az állatokban, a vizekben. Rendkívül fontos a nő szerepe, hiszen pl. a háború istene vagy Írország megtestesítője is nő. A mitológia legteljesebb rekonstrukciója ír források alapján lehetséges, ahol a legtovább fennmaradt – a vallás elvesztése ellenére – irodalmi művekben és a néphagyományban.

### További, magyarul megjelent irodalom
- Filip, Jan: A kelta civilizáció öröksége; ford. Horváth Ferenc; Gondolat, Budapest, 1966
- Mitológiai ábécé. Gondolat, Budapest, 1970
- Szabó Miklós: Kelták nyomában Magyarországon. Corvina, Budapest, 1971
- Michael Foss: Kelta mítoszok és legendák; ford. Erdő Orsolya; Gold Book, Debrecen, 1999
- Ted Olsen: A kelták és a kereszténység; ford. Gebula Judit; Scolar, Bp., 2004 (Scolar vallástörténet)
- Arthur Cotterell: Képes mitológiai enciklopédia. Görög-római, kelta, északi; ford. A. Fodor Ágnes et al.; Glória, Bp., 2004
- James MacKillop: Kelta mítoszok és legendák; ford. Sziebert Ádám; General Press, Budapest, 2006 (Különleges könyvek)